# 1470

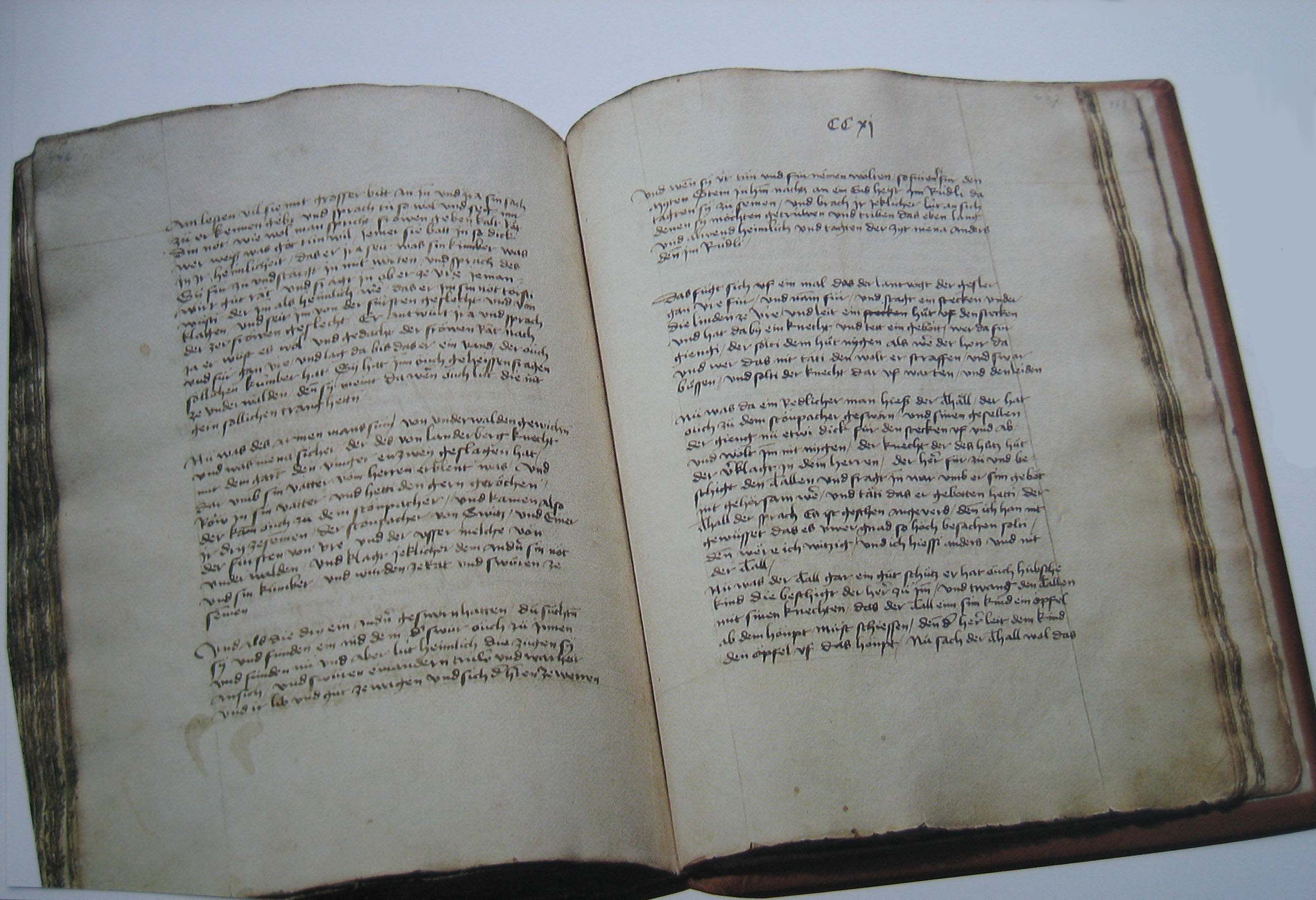
Witte Boek van Sarnen

Het jaar 1470 is het 70e jaar in de 15e eeuw volgens de christelijke jaartelling.

## Gebeurtenissen
april
- 19 - In de bul Ineffabilis providentia bepaalt Paus Paulus II dat er iedere 25 jaar een jubeljaar zal plaatsvinden.

mei
- mei - In Venetië verschijnt een druk van de De Evangelica Praeparatione van Eusebius door drukker Nicolas Jenson. Het is het eerste gedrukte boek met een volledig herkenbare Romein.

juli
- 10- Begin Beleg van Negroponte.

augustus
- 5 - De Ottomanen onder Mehmet II veroveren Negroponte, de hoofdstad van de Venetiaanse kolonie Euboea.

oktober
- 26 - Johanna van Castilië huwt Karel van Berry.
- 30 - Richard Neville, die koning Eduard IV naar Bourgondië heeft doen vluchten, plaatst Hendrik VI terug op de troon.

november
- 4 - De afgezette koningin van Engeland Elizabeth Woodville schenkt in Westminster Abbey, waar zij kerkasiel heeft gezocht, het leven aan een kroonprins Edward.

december
- 21 - De Portugese zeevaarders João de Santarém en Pêro Escobar ontdekken Sao Tomé. (jaartal bij benadering)

zonder datum
- Lhachen Bhagan van Bhagan verslaat de koning van Leh en verenigt daarmee Ladakh.
- Het Witte Boek van Sarnen komt uit, dat manuscripten bevat over het begin van het Zwitsers Eedgenootschap.
- Het werk van Publius Terentius Afer verschijnt in gedrukte vorm.
- Stichting van Odintsovo.
- Stichting van Bernalda.
- In Schneeberg wordt ijzererts ontdekt.
- Adolf van Kleef huwt Anna van Bourgondië.
- Ferdinand van Portugal wordt zalig verklaard.

## Kunst

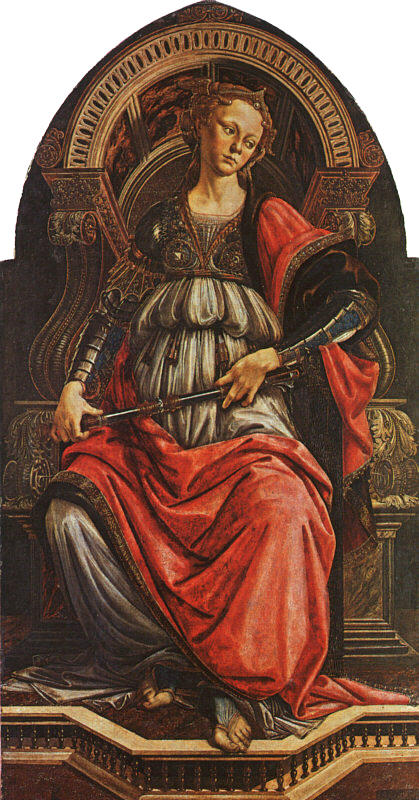
Sandro Botticelli: La Fortezza
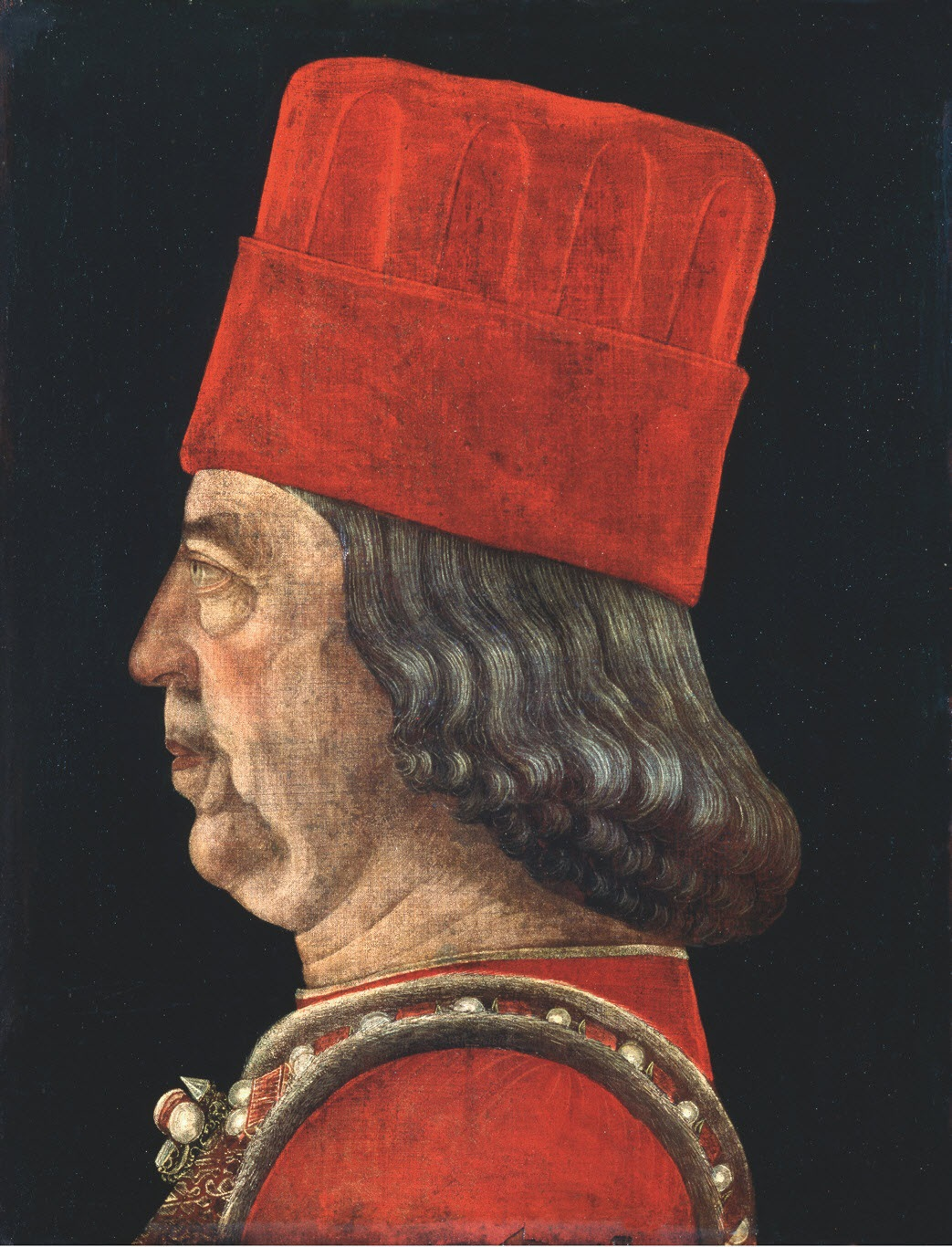
Baldassare Estense en Vicino da Ferrara: Portret van Borso d'Este
Carlo Crivelli: Getroonde Madonna
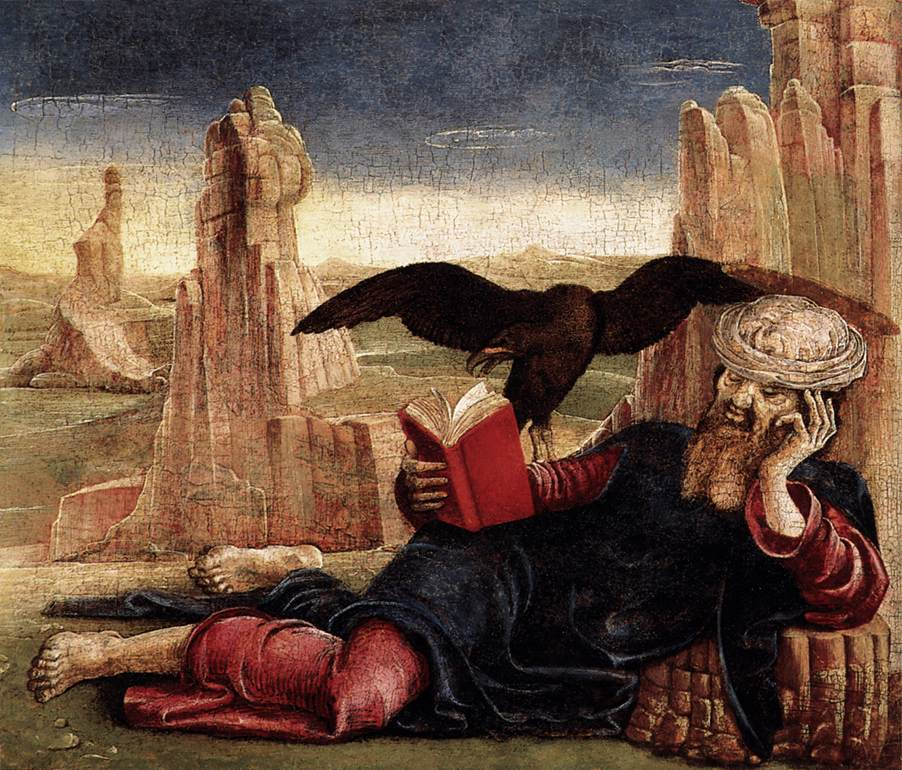
Cosimo Tura: Johannes de Evangelist op Patmos
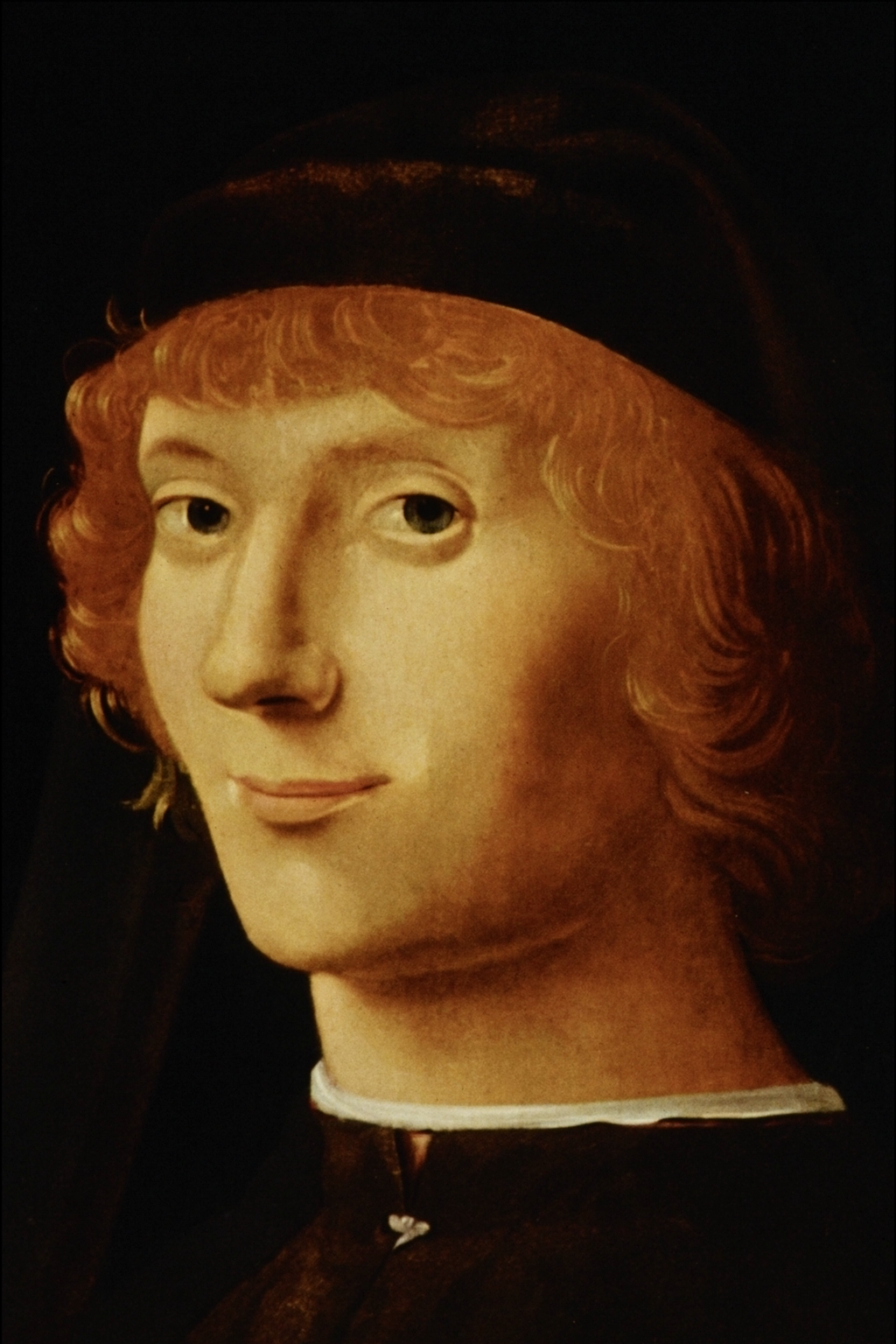
Antonello da Messina: Portret van een man

## Opvolging
- Brandenburg (2 april) - Frederik II opgevolgd door zijn broer Albrecht Achilles
- Generaltitat van Catalunya - Pontius Andreas van Vilar opgevolgd door Miquel Samsó
- Duitse Orde - Hendrik VI Reuss van Plauen opgevolgd door Hendrik VII Reffle von Richtenberg
- Engeland (30 oktober) - Eduard IV opgevolgd door Hendrik VI
- Joinville - Ferry II van Vaudémont opgevolgd door zijn zoon Nicolaas
- Lotharingen - Jan II opgevolgd door zijn zoon Nicolaas I
- Vaudémont - Ferry II opgevolgd door zijn zoon René II van Lotharingen
- Zweden - Karel VIII opgevolgd door zijn neef regent Sten Sture de Oudere

## Afbeeldingen

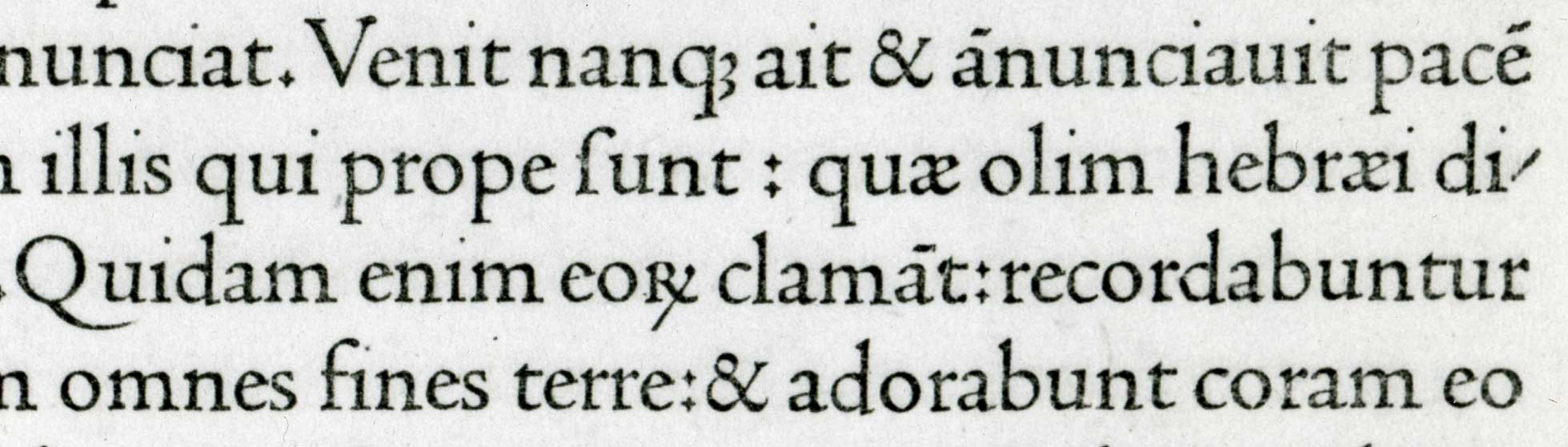
fragment uit de Eusebius-druk van Nicolas Jenson
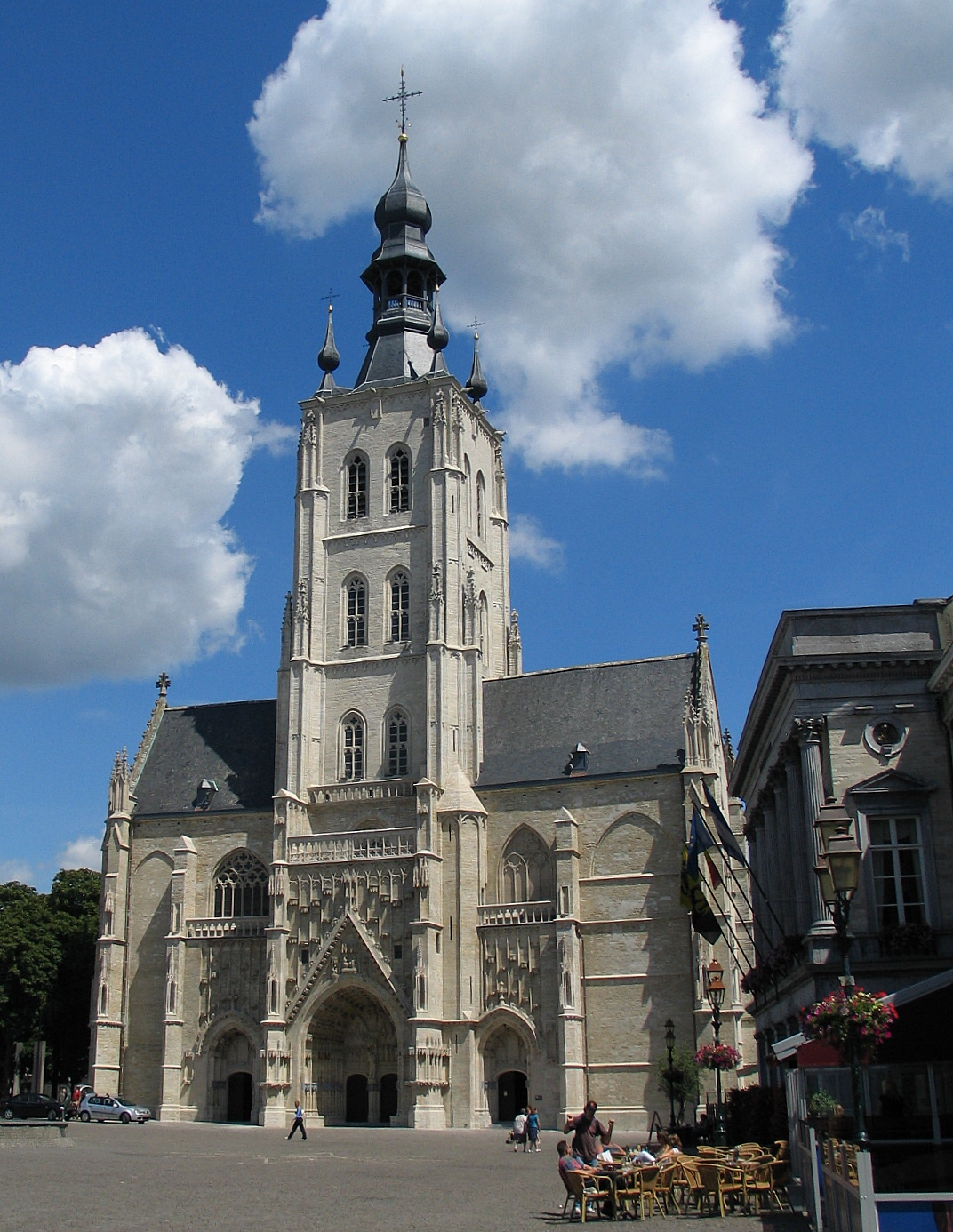
Onze-Lieve-Vrouw-ten-Poelkerk, Tienen (bouw voltooid 1470)
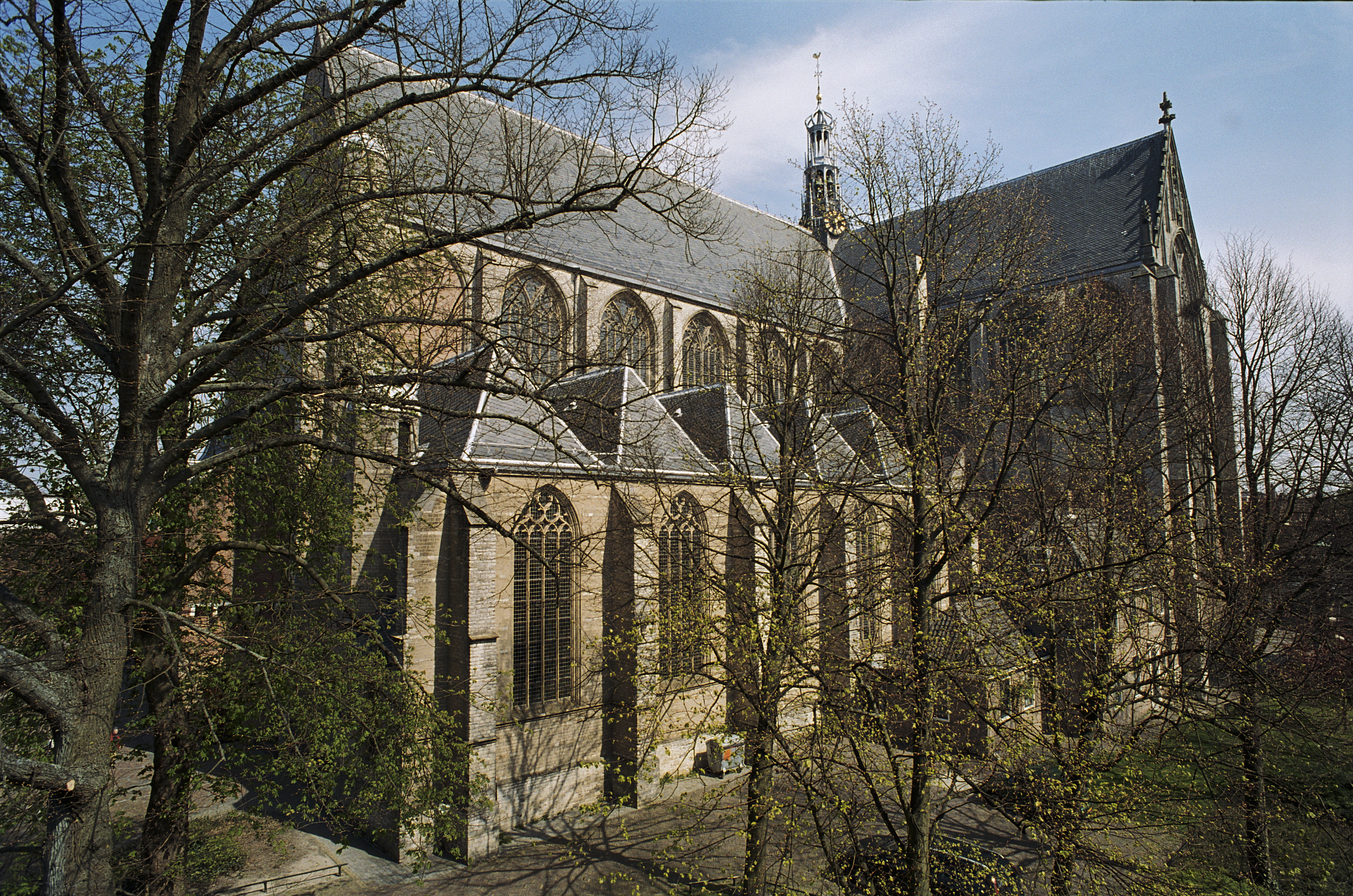
Grote of Sint-Laurenskerk, Alkmaar (bouw begonnen 1470)
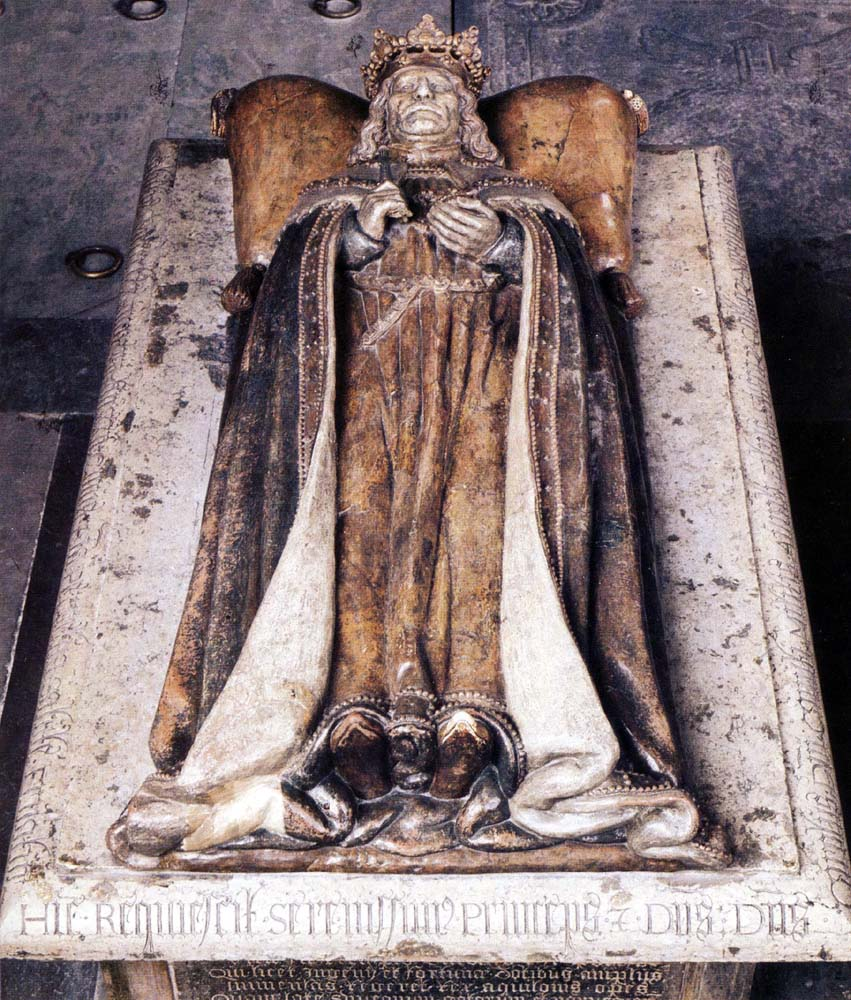
graftombe van Karel VIII

## Geboren
- 1 januari - Magnus I, hertog van Saksen-Lauenburg (overleden 1543)
- 16 februari - Erik I van Brunswijk-Calenberg-Göttingen, Duits edelman
- 20 mei - Pietro Bembo, Italiaans kardinaal
- 30 juni - Karel VIII, koning van Frankrijk (1483-1493)
- 13 juli - Francesco Armellini Pantalassi de’ Medici, Italiaans kardinaal
- 30 juli - Hongzhi, keizer van China (1487-1505)
- 2 oktober - Isabella van Asturië, echtgenote van Emanuel I van Portugal
- 2 oktober - George van Münsterberg, Duits edelman
- 2 oktober - Isabella van Napels, Napolitaans edelvrouw
- 10 oktober - Selim I, sultan van het Ottomaanse Rijk (1512-1520)
- 4 november - Eduard V, koning van Engeland (1483)
- Giampaolo Baglioni, Italiaans militair
- Frans van Bourbon-Vendôme, Frans edelman
- Catharina, koningin van Navarra (1483-1517)
- Adriana van Ranst, Brabants edelvrouw
- William Sandys, Engels diplomaat
- Francysk Skaryna, Litouws drukker
- Tang Yin, Chinees schilder
- Jan Baptist van Tassis (1470-1541), Italiaans-Duits postmeester
- Wen Zhengming, Chinees schilder
- Micheletto Corella, Spaans-Italiaans militair (vermoedelijke jaartal)
- Petrus Alamire Duits muziekkopiist (jaartal bij benadering)
- Tiberio d'Assisi, Italiaans schilder (jaartal bij benadering)
- Nicolaas Baechem, Bourgondisch theoloog (jaartal bij benadering)
- Jan V de Baenst, Vlaams edelman (jaartal bij benadering)
- Marco Basaiti, Venetiaans schilder (jaartal bij benadering)
- Jehan Bellegambe, Vlaams schilder (jaartal bij benadering)
- Lodewijk van Bodegem, Zuid-Nederlands architect (jaartal bij benadering)
- Carolus Bovillus, Frans filosoof (jaartal bij benadering)
- René van Brosse, Frans edelman (jaartal bij benadering)
- Jeroen van Busleyden, Zuid-Nederlands jurist (jaartal bij benadering)
- Frans Coebel van der Loo, Nederlands staatsman (jaartal bij benadering)
- Floris van Egmont, Hollands edelman (jaartal bij benadering)
- François Fradin, Frans drukker (jaartal bij benadering)
- Joß Fritz, Duits opstandelingenleider (jaartal bij benadering)
- Matthias Grünewald, Duits schilder (jaartal bij benadering)
- Joris van Halewijn, Zuid-Nederlands edelman (jaartal bij benadering)
- Johan von Hoberg, Duits edelman (jaartal bij benadering)
- Maxim de Griek, Grieks schrijver (jaartal bij benadering)
- Fernando de Noronha, Portugees zeevaarder (jaartal bij benadering)
- Frederik van Renesse, Hollands staatsman (jaartal bij benadering)
- Owadja Sforno, Italiaans rabbijn (jaartal bij benadering)
- Juan Díaz de Solís, Spaans ontdekkingsreiziger (jaartal bij benadering)
- Polydorus Vergilius, Italiaans diplomaat en historicus (jaartal bij benadering)
- Martin Waldseemüller, Duits cartograaf (jaartal bij benadering)

## Overleden
- 14 mei - Karel VIII (60), koning van Zweden (1448-1457, 1464-1465, 1467-1470)
- 31 augustus - Ferry II van Vaudémont (~42), Frans edelman
- 18 oktober - John Tiptoft (43), Engels edelman
- 19 november - Frank van Borssele (~75), Hollands edelman
- 23 november - Gaston van Foix-Viana (~26), Frans edelman
- 6 december - Jan II (45), hertog van Lotharingen
- Hendrik de Mol, Brabants architect
- Ywan de Mol, Brabants edelman
- Hendrik VI Reuss van Plauen, grootmeester van de Duitse Orde
- Hugolinus Zefferini, Italiaans heremiet
- Jacopo Bellini, Venetiaans schilder (jaartal bij benadering)